# Mark Parsons (allenatore di calcio)
Mark Richard David Parsons (Cranleigh, 8 agosto 1986) è un allenatore di calcio inglese con cittadinanza statunitense, direttore sportivo dell'Angel City.

## Palmarès

### Club

#### Competizioni nazionali
- National Women's Soccer League: 1

Portland Thorns: 2017
- NWSL Challenge Cup: 1

Portland Thorns: 2021